# Sirištarolike
Sirištarolike (lat. Gentianales; sin. Rubiales), biljni red iz razreda Magnoliopsida) ili dvosupnica, dok je neki svrstavaju u razred Rosopsida koja je dobio ime po porodici Rosaceae. Sastoji se od pet porodica.
Monotipski rod Pteleocarpa Oliv., koji je ukjljučivan i u samostalnu porodicu Pteleocarpaceae Brummitt, uključen je u porodicu Gelsemiaceae.

## Opis
Ovaj red cvjetnica se sastoji od pet porodica s 1121 rodom i više od 20.000 vrsta. Porodice su Gentianaceae, Rubiaceae, Apocynaceae (uključujući Secamonoideae i Asclepiadoideae), Loganiaceae i Gelsemiaceae. Osim malih Gelsemiaceae, porodice reda Gentianales imaju mnogo vrsta i važan su izvor ukrasnog bilja i lijekova.
Pripadnici reda Gentianales imaju jednostavne listove koji su nasuprotni. Listovi su obično popraćeni stipulama (mali lisnati dodaci na bazi lišća), koji su ponekad svedeni na greben na stabljici između susjednih lisnih peteljki. Neki članovi izlučuju sluz iz debelih žljezdanih dlačica (sakupljača) na dnu peteljke lista ili na susjednim stipulama, a mnogi proizvode iridoidne spojeve, kardiotonične glikozide ili indolne alkaloide za odvraćanje biljojeda. Cvjetovi su obično kitnjasti i jednaki po veličini i obliku (pravilni), a latice su obično spojene. U pupoljku su latice ili pravilno preklapajuće ili nepreklapajuće. Karpele su općenito spojene u složeni jajnik (iako se kod Apocynaceae obično sekundarno odvajaju); ovuli posjeduju jedan integument (rani stadij sjemene ovojnice), a nucelus (hranjivo tkivo ispod integumenta) je jednoslojan. Plodovi su raznoliki, obično s brojnim sjemenkama, a ovarij je općenito u gornjem položaju unutar cvijeta, osim uglavnom donjih ovarija Rubiaceae. Većina vrsta porijeklom je iz tropskih područja ili toplih umjerenih područja, iako su Gentianaceae i Rubiaceae dobro zastupljene u sjevernoj umjerenoj zoni. Drveće, grmlje i loza karakteristični su za ovaj red više od jednogodišnjih ili višegodišnjih biljaka.
Gentianales pripada kladi jezgre asterida (organizmi s jednim zajedničkim pretkom), ili simpetalnoj lozi cvjetnica, u kladi lamiida botaničkog klasifikacijskog sustava Angiosperm Phylogeny Group IV (APG IV).

## Porodice
- Familia Gelsemiaceae Struwe & V. A. Albert (14 spp.)
  - Gelsemium Juss. (3 spp.)
  - Mostuea Didr. (10 spp.)
  - Pteleocarpa Oliv. (1 sp.)
- Familia Gentianaceae Juss. (1844 spp.)
  - Tribus Saccifolieae Struwe, Thiv, V. A. Albert & Kadereit
    - Curtia Cham. & Schltdl. (9 spp.)
    - Hockinia Gardner (1 sp.)
    - Saccifolium Maguire & Pires (1 sp.)
    - Tapeinostemon Benth. (8 spp.)
    - Voyriella (Miq.) Miq. (1 sp.)

  - Tribus Exaceae Colla
    - Sebaea Sol. ex R. Br. (51 spp.)
    - Tachiadenus Griseb. (11 spp.)
    - Exacum L. (74 spp.)
    - Gentianothamnus Humbert (1 sp.)
    - Ornichia Klack. (3 spp.)
    - Klackenbergia Kissling (2 spp.)
    - Exochaenium Griseb. (21 spp.)

  - Tribus Voyrieae Gilg
    - Genus Voyria Aubl. (23 spp.)

  - Tribus Chironieae Dumort.
    - Subtribus Canscorinae Thiv & Kadereit
      - Canscora Lam. (13 spp.)
      - Canscorinella Shahina & Nampy (3 spp.)
      - Duplipetala Thiv (2 spp.)
      - Cracosna Gagnep. (3 spp.)
      - Hoppea Willd. (2 spp.)
      - Microrphium C. B. Clarke (1 sp.)
      - Phyllocyclus Kurz (5 spp.)
      - Schinziella Gilg (1 sp.)

    - Subtribus Coutoubeinae G. Don
      - Coutoubea Aubl. (5 spp.)
      - Deianira Cham. & Schltdl. (7 spp.)
      - Schultesia Mart. (18 spp.)
      - Symphyllophyton Gilg (7 spp.)

    - Subtribus Chironiinae G. Don
      - Ixanthus Griseb. (1 sp.)
      - Blackstonia Huds. (4 spp.)
      - Cicendia (Adans.) Belli (1 sp.)
      - Geniostemon Engelm. & A. Gray (4 spp.)
      - Zygostigma Griseb. (1 sp.)
      - Centaurium Hill (25 spp.)
      - Schenkia Griseb. (6 spp.)
      - Exaculum Caruel (1 sp.)
      - Zeltnera G. Mans. (26 spp.)
      - Sabatia Adans. (21 spp.)
      - Gyrandra Griseb. (6 spp.)
      - Eustoma Salisb. (2 spp.)
      - Microcala Hoffmanns. & Link (1 sp.)
      - Chironia L. (25 spp.)
      - Orphium E. Mey. (1 sp.)

    - Tribus Gentianeae Dumort.
      - Subtribus Gentianinae G. Don
        - Gentiana Tourn. ex L. (341 spp.)
        - Kuepferia Adr. Favre (14 spp.)
        - Crawfurdia Wall. (24 spp.)
        - Metagentiana T. N. Ho & S. W. Liu (12 spp.)
        - Sinogentiana Adr. Favre & Y. M. Yuan (2 spp.)
        - Tripterospermum Blume (32 spp.)

      - Subtribus Swertiinae Griseb.
        - Obolaria L. (1 sp.)
        - Latouchea Franch. (1 sp.)
        - Gentianopsis Ma (21 spp.)
        - Pterygocalyx Maxim. (1 sp.)
        - Veratrilla Franch. (2 spp.)
        - Bartonia Muhl. ex Willd. (3 spp.)
        - Frasera Walter (15 spp.)
        - Megacodon (Hemsl.) Harry Sm. (3 spp.)
        - Swertia L. (163 spp.)
        - Halenia Borkh. (66 spp.)
        - Lomatogonium A. Braun (27 spp.)
        - Lomatogoniopsis T. N. Ho & S. W. Liu (3 spp.)
        - Comastoma (Wettst.) Toyok. (19 spp.)
        - Gentianella Moench (303 spp.)
        - Jaeschkea Kurz (3 spp.)

    - Tribus Helieae Gilg
      - Prepusa Mart. (6 spp.)
      - Senaea Taub. (2 spp.)
      - Celiantha Maguire (3 spp.)
      - Sipapoantha Maguire & B. M. Boom (2 spp.)
      - Macrocarpaea (Griseb.) Gilg (120 spp.)
      - Chorisepalum Gleason & Wodehouse (5 spp.)
      - Tachia Aubl. (14 spp.)
      - Zonanthus Griseb. (1 sp.)
      - Neblinantha Maguire (2 spp.)
      - Irlbachia Mart. (8 spp.)
      - Aripuana Struwe, Maas & V. A. Albert (1 sp.)
      - Roraimaea Struwe, S. Nilsson & V. A. Albert (2 spp.)
      - Lehmanniella Gilg (4 spp.)
      - Yanomamua J. R. Grant, Maas & Struwe (1 sp.)
      - Tetrapollinia Maguire & B. M. Boom (1 sp.)
      - Symbolanthus G. Don (30 spp.)
      - Calolisianthus Gilg (5 spp.)
      - Adenolisianthus (Spruce ex Progel) Gilg (1 sp.)
      - Rogersonanthus Maguire & B. M. Boom (2 spp.)
      - Chelonanthus (Griseb.) Gilg (11 spp.)

    - Tribus Potalieae Endl.
      - Subtribus Lisianthiinae G. Don
        - Lisianthus P. Browne (32 spp.)
        - Bisgoeppertia Kuntze (3 spp.)

      - Subtribus Potaliinae (Mart.) Progel
        - Anthocleista Afzel. ex R. Br. (16 spp.)
        - Potalia Aubl. (9 spp.)
        - Fagraea Thunb. (56 spp.)
        - Picrophloeus Blume (4 spp.)
        - Limahlania K. M. Wong & Sugumaran (1 sp.)
        - Cyrtophyllum Reinw. ex Blume (5 spp.)
        - Utania G. Don (12 spp.)

      - Subtribus Faroinae Struwe & V. A. Albert
        - Oreonesion A. Raynal (1 sp.)
        - Urogentias Gilg & Gilg-Ben. (1 sp.)
        - Enicostema Blume (3 spp.)
        - Faroa Welw. (19 spp.)
        - Karina Boutique (1 sp.)
        - Neurotheca Salisb. ex Benth. & Hook. f. (3 spp.)
        - Pycnosphaera Gilg (1 sp.)
        - Congolanthus A. Raynal (1 sp.)
        - Djaloniella P. Taylor (1 sp.)
- Familia Loganiaceae R. Br. ex Mart. (501 spp.)
  - Tribus Antonieae Endl.
    - Antonia Pohl (1 sp.)
    - Bonyunia M. R. Schomb. ex Progel (10 spp.)
    - Usteria Willd. (1 sp.)
    - Norrisia Gardner (2 spp.)

  - Tribus Strychneae Soler.
    - Strychnos L. (202 spp.)
    - Neuburgia Blume (11 spp.)
    - Gardneria Wall. (5 spp.)

  - Tribus Spigelieae Dumort.
    - Spigelia L. (97 spp.)

  - Tribus Loganieae Kitt.
    - Logania R. Br. (23 spp.)
    - Schizacme Dunlop (5 spp.)
    - Adelphacme K. L. Gibbons, B. J. Conn & Henwood (1 sp.)
    - Phyllangium Dunlop (5 spp.)
    - Mitrasacme Labill. (55 spp.)
    - Geniostoma J. R. Forst. & G. Forst. (52 spp.)
    - Mitreola L. (18 spp.)
    - Orianthera C. S. P. Foster & B. J. Conn (13 spp.)
- Familia Apocynaceae Juss. (6567 spp.)
  - Subfamilia Rauvolfioideae M. E. Endress & Bruyns
    - Tribus Aspidospermateae Miers
      - Aspidosperma Mart. & Zucc. (73 spp.)
      - Geissospermum Allemão (6 spp.)
      - Haplophyton A. DC. (2 spp.)
      - Microplumeria Baill. (1 sp.)
      - Strempeliopsis Benth. (2 spp.)
      - Vallesia Ruiz & Pav. (9 spp.)

    - Tribus Alstonieae G. Don
      - Alstonia R. Br. (45 spp.)
      - Dyera Hook. f. (2 spp.)

    - Tribus Vinceae Duby
      - Subtribus Kopsiinae Leeuwenb.
        - Kopsia Blume (24 spp.)

      - Subtribus Ochrosiinae Pichon ex Boiteau
        - Ochrosia Juss. (43 spp.)

      - Subtribus Laxoplumeriinae
        - Laxoplumeria Markgr. (6 spp.)

      - Subtribus Tonduziinae M. E. Endress
        - Tonduzia Pittier (1 sp.)

      - Subtribus Vincinae M. E. Endress
        - Vinca L. (7 spp.)

      - Subtribus Rauvolfiinae Benth. & Hook. f.
        - Rauvolfia L. (75 spp.)

      - Subtribus Catharanthinae Pichon ex Boiteau
        - Kamettia Kostel. (2 spp.)
        - Petchia Livera (8 spp.)
        - Catharanthus G. Don (9 spp.)

    - Tribus Willughbeieae A. DC.
      - Subtribus Leuconotidinae Pichon ex Leeuwenb.
        - Cyclocotyla Stapf (1 sp.)
        - Leuconotis Jack (4 spp.)

      - Subtribus Lacmelleinae Pichon ex Leeuwenb.
        - Couma Aubl. (6 spp.)
        - Hancornia Gomes (1 sp.)
        - Parahancornia Ducke (6 spp.)
        - Lacmellea H. Karst. (22 spp.)

      - Subtribus Willughbeiinae A. DC.
        - Willughbeia Roxb. (17 spp.)

      - Subtribus Landolphiinae K. Schum.
        - Ancylobothrys Pierre (8 spp.)
        - Saba (Pichon) Pichon (3 spp.)
        - Chamaeclitandra (Stapf) Pichon (1 sp.)
        - Clitandra Benth. (1 sp.)
        - Cylindropsis Pierre (1 sp.)
        - Dictyophleba Pierre (6 spp.)
        - Orthopichonia H. Huber (6 spp.)
        - Landolphia P. Beauv. (66 spp.)
        - Vahadenia Stapf (2 spp.)
        - Pacouria Aubl. (3 spp.)

    - Tribus Tabernaemontaneae G. Don
      - Subtribus Ambelaniinae A. O. Simoes & M. E. Endress
        - Ambelania Aubl. (3 spp.)
        - Macoubea Aubl. (3 spp.)
        - Molongum Pichon (3 spp.)
        - Mucoa Zarucchi (2 spp.)
        - Neocouma Pierre (2 spp.)
        - Rhigospira Miers (1 sp.)
        - Spongiosperma Zarucchi (6 spp.)

      - Subtribus Tabernaemontaninae A. DC.
        - Tabernaemontana Plum. ex L. (126 spp.)
        - Crioceras Pierre (1 sp.)
        - Callichilia Stapf (6 spp.)
        - Ephippiocarpa Markgr. (2 spp.)
        - Calocrater K. Schum. (1 sp.)
        - Carvalhoa K. Schum. (2 spp.)
        - Schizozygia Baill. (1 sp.)
        - Tabernanthe Baill. (2 spp.)
        - Voacanga Thouars (18 spp.)

    - Tribus neopisan
      - Diplorhynchus Welw. ex Ficalho & Hiern (1 sp.)

    - Tribus Melodineae G. Don
      - Craspidospermum Bojer ex A. DC. (1 sp.)
      - Melodinus J. R. Forst. & G. Forst. (34 spp.)
      - Pycnobotrya Benth. (1 sp.)
      - Stephanostegia Baill. (5 spp.)

    - Tribus Hunterieae Miers
      - Gonioma E. Mey. (2 spp.)
      - Picralima Pierre (1 sp.)
      - Hunteria Roxb. (13 spp.)
      - Pleiocarpa Benth. (7 spp.)

    - Tribus Amsonieae M. E. Endress
      - Amsonia Walter (16 spp.)
      - Rhazya Decne. (2 spp.)

    - Tribus Alyxieae G. Don
      - Subtribus Condylocarpinae Pichon ex Leeuwenb.
        - Condylocarpon Desf. (7 spp.)
        - Plectaneia Thouars (3 spp.)
        - Chilocarpus Blume (15 spp.)

      - Subtribus Alyxiinae A. DC.
        - Alyxia Banks ex R. Br. (106 spp.)
        - Pteralyxia K. Schum. (3 spp.)
        - Lepinia Decne. (4 spp.)
        - Lepiniopsis Valeton (2 spp.)

    - Tribus Plumerieae E. Mey.
      - Subtribus Allamandinae A. DC.
        - Allamanda L. (15 spp.)

      - Subtribus Plumeriinae Pichon ex Leeuwenb.
        - Himatanthus Willd. ex Roem. & Schult. (9 spp.)
        - Mortoniella Woodson (1 sp.)
        - Plumeria Tourn. ex L. (19 spp.)

      - Subtribus Thevetiinae A. DC.
        - Skytanthus Meyen (3 spp.)
        - Anechites Griseb. (1 sp.)
        - Cameraria L. (7 spp.)
        - Thevetia L. (3 spp.)
        - Cascabela Raf. (6 spp.)
        - Cerbera L. (6 spp.)
        - Cerberiopsis Vieill. ex Pancher & Sebert (3 spp.)

    - Tribus Carisseae Dumort.
      - Acokanthera G. Don (5 spp.)
      - Carissa L. (18 spp.)

  - Subfamilia Apocynoideae Burnett
    - Tribus Wrightieae G. Don
      - Wrightia R. Br. (32 spp.)
      - Pleioceras Baill. (5 spp.)
      - Stephanostema K. Schum. (1 sp.)

    - Tribus Nerieae Baill.
      - Subtribus Neriinae Benth. & Hook. f.
        - Adenium Roem. & Schult. (2 spp.)
        - Nerium L. (3 spp.)

      - Subtribus Alafiinae Pichon ex Leeuwenb.
        - Strophanthus DC. (39 spp.)
        - Sindechites Oliv. (1 sp.)
        - Isonema R. Br. (3 spp.)
        - Alafia Thouars (24 spp.)
        - Farquharia Stapf (1 sp.)

    - Tribus Malouetieae Müll.-Arg.
      - Subtribus Galactophorinae Pichon ex M. E. Endress
        - Galactophora Woodson (7 spp.)

      - Subtribus Pachypodiinae Pichon ex Leeuwenb.
        - Neobracea Britton (8 spp.)
        - Orthanthera Wight (5 spp.)
        - Pachypodium Lindl. (26 spp.)

      - Subtribus Malouetiinae Pichon
        - Mascarenhasia A. DC. (8 spp.)
        - Spirolobium Baill. (1 sp.)
        - Malouetia A. DC. (32 spp.)
        - Kibatalia G. Don (15 spp.)
        - Holarrhena R. Br. (5 spp.)
        - Funtumia Stapf  (2 spp.)
        - Eucorymbia Stapf (1 sp.)
        - Carruthersia Seem. (5 spp.)
        - Allowoodsonia Markgr. (1 sp.)

    - Tribus Odontadenieae Miers
      - Stipecoma Müll. Arg. (1 sp.)
      - Secondatia A. DC. (5 spp.)
      - Pinochia M. E. Endress & B. F. Hansen (4 spp.)
      - Odontadenia Benth. (21 spp.)
      - Thyrsanthella (Baill.) Pichon (1 sp.)
      - Cycladenia Benth. (1 sp.)

    - Tribus Echiteae Bartl.
      - Subtribus Pentalinoninae M. E. Endress
        - Angadenia Miers (2 spp.)
        - Pentalinon Voigt (2 spp.)
        - Salpinctes Woodson (2 spp.)

      - Subtribus Echitinae Kitt.
        - Thoreauea J. K. Williams (3 spp.)
        - Thenardia Kunth (3 spp.)
        - Asketanthera Woodson (5 spp.)
        - Echites P. Browne (15 spp.)
        - Bahiella J. F. Morales (2 spp.)

      - Subtribus Prestoniinae Pichon ex M. E. Endress
        - Prestonia R. Br. (67 spp.)

      - Subtribus Parsonsiinae Benth. & Hook. f.
        - Artia Guillaumin (4 spp.)
        - Ecua D. J. Middleton (1 sp.)
        - Parsonsia R. Br. (86 spp.)

      - Subtribus Laubertiinae J. F. Morales, M. E. Endress & Liede
        - Hylaea J. F. Morales (2 spp.)
        - Laubertia A. DC. (4 spp.)

      - Subtribus Peltastinae Pichon ex M. E. Endress
        - Rhodocalyx Müll. Arg. (1 sp.)
        - Temnadenia Miers (3 spp.)
        - Macropharynx Rusby (15 spp.)

    - Tribus Mesechiteae Miers
      - Forsteronia G. Mey. (44 spp.)
      - Mandevilla Lindl. (188 spp.)
      - Tintinnabularia Woodson (3 spp.)
      - Allomarkgrafia Woodson (10 spp.)
      - Mesechites Müll. Arg. (9 spp.)

    - Tribus Apocyneae Rchb.
      - Subtribus Papuechitinae Pichon ex M. E. Endress
        - Anodendron A. DC. (17 spp.)
        - Ixodonerium Pit. (1 sp.)
        - Papuechites Markgr. (1 sp.)

      - Subtribus Amphineuriinae Pichon ex M. E. Endress
        - Amphineurion (A. DC.) Pichon (1 sp.)
        - Streptoechites D. J. Middleton & Livsh. (1 sp.)

      - Subtribus Beaumontiinae Pichon ex M. E. Endress
        - Beaumontia Wall. (9 spp.)
        - Parepigynum Tsiang & P. T. Li (1 sp.)
        - Vallaris Burm. f. (3 spp.)

      - Subtribus Apocyninae Pichon ex Leeuwenb.
        - Apocynum L. (2 spp.)
        - Poacynum Baill. (10 spp.)
        - Cleghornia Wight (2 spp.)
        - Bousigonia Pierre (2 spp.)

      - Subtribus Chonemorphinae Pichon ex M. E. Endress
        - Chonemorpha G. Don (10 spp.)
        - Trachelospermum Lem. (13 spp.)

      - Subtribus Urceolinae Pichon ex M. E. Endress
        - Urceola Roxb. (22 spp.)

      - Subtribus Ichnocarpinae Benth. & Hook. f.
        - Amalocalyx Pierre (1 sp.)
        - Baharuia D. J. Middleton (1 sp.)
        - Pottsia Hook. & Arn. (3 spp.)
        - Aganosma (Blume) G. Don (9 spp.)
        - Ichnocarpus R. Br. (3 spp.)
        - Micrechites Miq. (14 spp.)
        - Epigynum Wight (6 spp.)

    - Tribus Rhabdadenieae Pichon ex M. E. Endress
      - Rhabdadenia Müll. Arg. (3 spp.)

    - Tribus Baisseeae M. E. Endress
      - Dewevrella De Wild. (1 sp.)
      - Motandra A. DC. (3 spp.)
      - Baissea A. DC. (20 spp.)
      - Oncinotis Benth. (8 spp.)

  - Subfamilia Periplocoideae Endl.
    - Tribus Periploceae Bartl.
      - Phyllanthera Blume (10 spp.)
      - Telectadium Baill. (3 spp.)
      - Periploca Tourn. ex L. (16 spp.)
      - Ectadium E. Mey. (2 spp.)
      - Ischnolepis Jum. & H. E. P. Perrier (1 sp.)
      - Petopentia Bullock (2 spp.)
      - Cryptostegia R. Br. (3 spp.)
      - Camptocarpus Decne. (9 spp.)
      - Pentopetia Decne. (24 spp.)
      - Baroniella Costantin & Gallaud (10 spp.)
      - Cryptolepis R. Br. (34 spp.)
      - Hemidesmus R. Br. (1 sp.)
      - Gymnolaema Benth. (1 sp.)
      - Stomatostemma N. E. Br. (2 spp.)
      - Chlorocyathus Oliv. (2 spp.)
      - Tacazzea Decne. (4 spp.)
      - Zacateza Bullock (1 sp.)
      - Myriopteron Griff. (1 sp.)
      - Mondia Skeels (2 spp.)
      - Maclaudia Venter & R. L. Verh. (1 sp.)
      - Batesanthus N. E. Br. (2 spp.)
      - Raphionacme Harv. (36 spp.)
      - Schlechterella K. Schum. (2 spp.)
      - Baseonema Schltr. & Rendle (1 sp.)
      - Epistemma D. V. Field & J. Hall (4 spp.)
      - Sarcorrhiza Bullock (1 sp.)
      - Buckollia Venter & R. L. Verh. (2 spp.)
      - Decalepis Wight & Arn. (5 spp.)
      - Zygostelma Benth. (1 sp.)
      - Gymnanthera R. Br. (3 spp.)
      - Streptocaulon Wight & Arn. (7 spp.)
      - Finlaysonia Wall. (7 spp.)
      - Atherandra Decne. (1 sp.)

  - Subfamilia Secamonoideae Endl.
    - Trichosandra Decne. (1 sp.)
    - Pervillaea Decne. (6 spp.)
    - Secamone R. Br. (130 spp.)
    - Calyptranthera Klack. (13 spp.)
    - Secamonopsis Jum. (2 spp.)
    - Genianthus Hook. f. (15 spp.)
    - Toxocarpus Wight & Arn. (34 spp.)
    - Goniostemma Wight (2 spp.)

  - Subfamilia Asclepiadoideae Burnett
    - Tribus Fockeeae H. Kunze, Meve & Liede
      - Fockea Endl. (6 spp.)
      - Cibirhiza Bruyns (3 spp.)

    - Tribus Marsdenieae Benth.
      - Marsdenia R. Br. (3 spp.)
      - Marsdenia s. lat. (48 spp.)
      - Treutlera Hook. f. (1 sp.)
      - Tetragonocarpus Hassk. (1 sp.)
      - Gongreos Rodda, Liede & Meve (2 spp.)
      - Sinomarsdenia P. T. Li & J. J. Chen (9 spp.)
      - Leichhardtia R. Br. (88 spp.)
      - Papuahoya Rodda & Simonsson (3 spp.)
      - Oreosparte Schltr. (3 spp.)
      - Dischidia R. Br. (131 spp.)
      - Hoya R. Br. (550 spp.)
      - Eriostemma (Schltr.) Kloppenb. & Gilding (18 spp.)
      - Heynella Backer (1 sp.)
      - Rhyssolobium E. Mey. (1 sp.)
      - Sicyocarpus Bojer (2 spp.)
      - Cosmostigma Wight (3 spp.)
      - Lygisma Hook. f. (5 spp.)
      - Harmandiella Costantin (1 sp.)
      - Gymnemopsis Costantin (3 spp.)
      - Campestigma Pierre ex Costantin (1 sp.)
      - Cionura Griseb. (1 sp.)
      - Gongronema (Endl.) Decne. (9 spp.)
      - Dolichopetalum Tsiang (1 sp.)
      - Pycnorhachis Benth. (1 sp.)
      - Asterostemma Decne. (1 sp.)
      - Dischidanthus Tsiang (2 spp.)
      - Sarcolobus R. Br. (21 spp.)
      - Gongronemopsis S. Reuss, Liede & Meve (9 spp.)
      - Telosma Coville (9 spp.)
      - Stephanotis Thouars (18 spp.)
      - Dalzielia Turrill (1 sp.)
      - Stigmatorhynchus Schltr. (2 spp.)
      - Gymnema R. Br. (52 spp.)
      - Jasminanthes Blume (13 spp.)
      - Anisopus N. E. Br. (4 spp.)
      - Ruehssia H. Karst. (149 spp.)

    - Tribus Ceropegieae Decne. ex Orb.
      - Subtribus Heterostemminae Meve & Liede
        - Heterostemma Wight & Arn. (48 spp.)

      - Subtribus Leptadeniinae Meve & Liede
        - Conomitra Fenzl (1 sp.)
        - Leptadenia R. Br. (6 spp.)
        - Pentasacme Wall. ex Wight (6 spp.)

      - Subtribus Anisotominae Meve & Liede
        - Anisotoma Fenzl (3 spp.)
        - Emplectanthus N. E. Br. (3 spp.)
        - Neoschumannia Schltr. (3 spp.)
        - Riocreuxia Decne. (10 spp.)
        - Sisyranthus E. Mey. (15 spp.)
        - Periglossum Decne. (3 spp.)

      - Subtribus Stapeliinae G. Don
        - Ceropegia L. (801 spp.)

    - Tribus Eustegieae Rchb. ex Liede & Meve
      - Eustegia R. Br. (5 spp.)
      - Emicocarpus K. Schum. & Schltr. (1 sp.)

    - Tribus Asclepiadeae (R. Br.) Duby
      - Subtribus Astephaninae Endl. ex Meisn.
        - Astephanus R. Br. (2 spp.)
        - Microloma R. Br. (11 spp.)
        - Oncinema Arn. (1 sp.)

      - Subtribus Pentacyphinae Liede & Meve
        - Pentacyphus Schltr. (3 spp.)

      - Subtribus Diplolepinae Liede & Meve
        - Diplolepis R. Br. (14 spp.)

      - Subtribus Orthosiinae Liede & Rapini
        - Monsanima Liede & Meve (2 spp.)
        - Jobinia E. Fourn. (25 spp.)
        - Orthosia Decne. (41 spp.)
        - Scyphostelma Baill. (28 spp.)

      - Subtribus Topeinae H. A. Keller & Liede
        - Topea H. A. Keller (2 spp.)

      - Subtribus Tassadiinae Liede & Meve
        - Tassadia Decne. (30 spp.)

      - Subtribus Gonolobinae G. Don ex Liede
        - Fischeria DC. (8 spp.)
        - Ibatia Decne. (37 spp.)
        - Tylodontia Griseb. (4 spp.)
        - Anemotrochus Mangelsdorff, Meve & Liede (3 spp.)
        - Macroscepis Kunth (19 spp.)
        - Schubertia Mart. (3 spp.)
        - Matelea Aubl. (218 spp.)
        - Talayotea L. O. Alvarado (2 spp.)
        - Suberogerens Morillo (1 sp.)
        - Atrostemma Morillo (10 spp.)
        - Chloropetalum Morillo (4 spp.)
        - Tressensia H. A. Keller (1 sp.)
        - Chthamalia Decne. (10 spp.)
        - Graciemoriana Morillo (1 sp.)
        - Jacaima Rendle (2 spp.)
        - Bruceholstia Morillo (1 sp.)
        - Orinoquia Morillo (1 sp.)
        - Peruviasclepias Morillo (1 sp.)
        - Phaeostemma E. Fourn. (7 spp.)
        - Poicilla Griseb. (2 spp.)
        - Ptycanthera Decne. (1 sp.)
        - Poicillopsis Schltr. (3 spp.)
        - Riparoampelos Morillo (1 sp.)
        - Rotundanthus Morillo (1 sp.)
        - Vulcanoa Morillo (1 sp.)
        - Caa H. A. Keller & Liede (1 sp.)
        - Gonolobus Michx. (122 spp.)
        - Dictyanthus Decne. (18 spp.)
        - Gyrostelma E. Fourn. (1 sp.)
        - Brargentina Morillo & H.A.Keller (1 sp.)
        - Cristobalia Morillo, S. A. Cáceres & H. A. Keller (4 spp.)
        - Austrochthamalia Morillo & Fontella (5 spp.)
        - Pruskortizia Morillo (2 spp.)
        - Rhytidostemma Morillo (8 spp.)
        - Lachnostoma Kunth (17 spp.)
        - Pseudolachnostoma Morillo (12 spp.)
        - Polystemma Decne. (7 spp.)
        - Pherotrichis Decne. (4 spp.)
        - Trichosacme Zucc. (1 sp.)

      - Subtribus Oxypetalinae E. Fourn.
        - Pattalias S. Watson (2 spp.)
        - Funastrum E. Fourn. (23 spp.)
        - Kerbera E. Fourn. (1 sp.)
        - Oxypetalum R. Br. (140 spp.)
        - Araujia Brot. (13 spp.)
        - Philibertia Kunth (44 spp.)
        - Tweedia Hook. & Arn. (6 spp.)
        - Schistonema Schltr. (1 sp.)

      - Subtribus Metastelmatinae Endl. ex Meisn.
        - Minaria T. U. P. Konno & Rapini (22 spp.)
        - Barjonia Decne. (7 spp.)
        - Blepharodon Decne. (25 spp.)
        - Ditassa R. Br. (106 spp.)
        - Vailia Rusby (2 spp.)
        - Hemipogon Decne. (8 spp.)
        - Morilloa Fontella, Goes & S. A. Cáceres (4 spp.)
        - Hypolobus E. Fourn. (1 sp.)
        - Macroditassa Malme (9 spp.)
        - Metastelma R. Br. (98 spp.)
        - Nautonia Decne. (1 sp.)
        - Nephradenia Decne. (5 spp.)
        - Peplonia Decne. (8 spp.)
        - Petalostelma E. Fourn. (11 spp.)

      - Subtribus Cynanchinae K. Schum.
        - Cynanchum L. (262 spp.)

      - Subtribus Tylophorinae K. Schum.
        - Pentatropis Wight & Arn. (4 spp.)
        - Vincetoxicum N. M. Wolf (275 spp.)

      - Subtribus neopisan
        - Calciphila Liede & Meve (2 spp.)

      - Subtribus neopisan
        - Solenostemma Hayne (1 sp.)

      - Subtribus Asclepiadinae Decne. ex Miq.
        - Oxystelma R. Br. (2 spp.)
        - Pergularia L. (2 spp.)
        - Asclepias L. (208 spp.)
        - Gomphocarpus R. Br. (21 spp.)
        - Aspidoglossum E. Mey. (37 spp.)
        - Schizoglossum E. Mey. (24 spp.)
        - Aspidonepsis Nicholas & Goyder (5 spp.)
        - Calotropis R. Br. (3 spp.)
        - Cordylogyne E. Mey. (1 sp.)
        - Fanninia Harv. (1 sp.)
        - Glossostelma Schltr. (12 spp.)
        - Kanahia R. Br. (2 spp.)
        - Margaretta Oliv. (1 sp.)
        - Miraglossum Kupicha (7 spp.)
        - Pachycarpus E. Mey. (39 spp.)
        - Parapodium E. Mey. (3 spp.)
        - Stathmostelma K. Schum. (14 spp.)
        - Stenostelma Schltr. (7 spp.)
        - Woodia Schltr. (3 spp.)
        - Xysmalobium R. Br. (40 spp.)
- Familia Rubiaceae Juss. (14351 spp.)
  - Subfamilia Rubioideae Bremek. ex Verdc.
    - Tribus Colletoecemateae Rydin & B. Bremer
      - Colletoecema E. Petit (4 spp.)

    - Tribus Seychelleeae Razafim., Kainul. & Rydin
      - Seychellea Razafim., Kainul. & Rydin (1 sp.)

    - Tribus Ophiorrhizeae Bremek. ex Verdc.
      - Neurocalyx Hook. (5 spp.)
      - Xanthophytum Reinw. ex Blume (33 spp.)
      - Lerchea L. (10 spp.)
      - Klossia Ridl. (1 sp.)
      - Kajewskiella Merr. & L. M. Perry (2 spp.)
      - Ophiorrhiza L. (397 spp.)
      - Coptophyllum Korth. (8 spp.)

    - Tribus Urophylleae Bremek. ex Verdc.
      - Temnopteryx Hook. f. (1 sp.)
      - Amphidasya Standl. (13 spp.)
      - Raritebe Wernham (1 sp.)
      - Urophyllum Jack ex Wall. (127 spp.)
      - Leucolophus Bremek. (3 spp.)
      - Praravinia Korth. (50 spp.)
      - Stichianthus Valeton (1 sp.)
      - Antherostele Bremek. (5 spp.)
      - Crobylanthe Bremek. (1 sp.)
      - Didymopogon Bremek. (1 sp.)
      - Lepidostoma Bremek. (1 sp.)
      - Rhaphidura Bremek. (1 sp.)
      - Pentaloncha Hook. f. in Benth. & Hook. f. (2 spp.)
      - Pauridiantha Hook. f. (53 spp.)

    - Tribus Lasiantheae B. Bremer & Manen
      - Lasianthus Jack (270 spp.)
      - Paralasianthus H. Zhu (5 spp.)
      - Saldinia A. Rich. ex DC. (22 spp.)
      - Trichostachys Hook. f. (13 spp.)
      - Ronabea Aubl. (3 spp.)

    - Tribus Perameae
      - Perama Aubl. (14 spp.)

    - Tribus Coussareeae Benth. & Hook. f.
      - Heterophyllaea Hook. f. (2 spp.)
      - Oreopolus Schltdl. (1 sp.)
      - Cruckshanksia Hook. & Arn. (7 spp.)
      - Standleya Brade (5 spp.)
      - Bradea Standl. ex Brade (6 spp.)
      - Coccocypselum P. Browne (20 spp.)
      - Hindsia Benth. (11 spp.)
      - Declieuxia Kunth (28 spp.)
      - Coussarea Aubl. (122 spp.)
      - Faramea Aubl. (209 spp.)

    - Tribus Schizocoleeae Rydin & B. Bremer
      - Schizocolea Bremek. (2 spp.)

    - Tribus Schradereae Bremek.
      - Schradera Vahl (58 spp.)
      - Lecananthus Jack (3 spp.)
      - Leucocodon Gardner (1 sp.)
      - Zuccarinia Blume (1 sp.)

    - Tribus Gaertnereae Endl.
      - Pagamea Aubl. (26 spp.)
      - Pagameopsis Steyerm. (2 spp.)
      - Aphanocarpus Steyerm. (1 sp.)
      - Coryphothamnus Steyerm. (1 sp.)
      - Gaertnera Lam. (89 spp.)

    - Tribus Craterispermeae Verdc.
      - Craterispermum Benth. (28 spp.)

    - Tribus Mitchelleae Razafim. & B. Bremer
      - Mitchella L. (2 spp.)
      - Damnacanthus C. F. Gaertn. (12 spp.)

    - Tribus Morindeae Burnett
      - Appunia Hook. f. (16 spp.)
      - Coelospermum Blume (12 spp.)
      - Siphonandrium K. Schum. (1 sp.)
      - Gynochthodes Blume (99 spp.)
      - Morinda L. (40 spp.)
      - Coelopyrena Valeton (1 sp.)

    - Tribus Prismatomerideae Ruan
      - Rennellia Korth. (11 spp.)
      - Prismatomeris Thwaites (17 spp.)

    - Tribus Palicoureeae Robbr. & Manen
      - Palicourea Aubl. (724 spp.)
      - Notopleura (Benth. & Hook. f.) Bremek. (103 spp.)
      - Rudgea Salisb. (163 spp.)
      - Carapichea Aubl. (24 spp.)
      - Eumachia DC. (86 spp.)
      - Hymenocoleus Robbr. (12 spp.)
      - Geophila D. Don (25 spp.)
      - Chassalia Comm. ex Poir. (129 spp.)
      - Puffia Razafim. & B. Bremer (1 sp.)
      - Chaetostachydium Airy Shaw (3 spp.)

    - Tribus Psychotrieae Cham. & Schltdl.
      - Psychotria L. (1667 spp.)
      - Hedstromia A. C. Sm. (1 sp.)
      - Gillespiea A. C. Sm. (1 sp.)
      - Amaracarpus Blume (25 spp.)
      - Dolianthus C. H. Wright (13 spp.)
      - Myrmecodia Jack (26 spp.)
      - Hydnophytum Jack (108 spp.)
      - Squamellaria Becc. (12 spp.)
      - Myrmephytum Becc. (5 spp.)
      - Anthorrhiza C. R. Huxley & Jebb (9 spp.)
      - Streblosa Korth. (25 spp.)
      - Calycosia A. Gray (7 spp.)

    - Tribus Danaideae B. Bremer & Manen
      - Danais Comm. ex Vent. (38 spp.)
      - Schismatoclada Baker (20 spp.)
      - Payera Baill. (10 spp.)

    - Tribus Anthospermeae Cham. & Schltdl.
      - Carpacoce Sond. (7 spp.)
      - Nenax Gaertn. (10 spp.)
      - Anthospermum L. (39 spp.)
      - Galopina Thunb. (4 spp.)
      - Phyllis L. (2 spp.)
      - Opercularia Gaertn. (18 spp.)
      - Pomax Sol. ex DC. (2 spp.)
      - Eleuthranthes F. Muell. ex Benth. (1 sp.)
      - Normandia Hook. f. (1 sp.)
      - Nertera Banks & Sol. ex Gaertn. (10 spp.)
      - Coprosma J. R. Forst. & G. Forst. (114 spp.)
      - Durringtonia R. J. F. Hend. & Guymer (1 sp.)
      - Leptostigma Arn. (7 spp.)

    - Tribus Argostemmateae Bremek. ex Verdc.
      - Leptomischus Drake (10 spp.)
      - Clarkella Hook. f. (1 sp.)
      - Argostemma Wall. (175 spp.)
      - Mycetia Reinw. (57 spp.)
      - Mouretia Pit. (5 spp.)
      - Neohymenopogon Bennet (3 spp.)

    - Tribus Dunnieae Rydin & B. Bremer
      - Dunnia Tutcher (1 sp.)
      - Foonchewia R. J. Wang (2 spp.)
      - Cyanoneuron Tange (5 spp.)

    - Tribus Paederieae DC.
      - Paederia L. (33 spp.)
      - Saprosma Blume (45 spp.)
      - Spermadictyon Roxb. (1 sp.)
      - Buchozia L´Hér. ex Juss. (1 sp.)
      - Democritea DC. (1 sp.)
      - Leptodermis Wall. (47 spp.)
      - Pseudopyxis Miq. (3 spp.)

    - Tribus Theligoneae Baill.
      - Theligonum L. (5 spp.)

    - Tribus Putorieae Lange
      - Plocama Aiton (37 spp.)

    - Tribus Rubieae Baill.
      - Subtribus Kelloggiinae Robbr. & Manen
        - Kelloggia Torr. ex Benth. & Hook. f. (2 spp.)

      - Subtribus Rubiinae Robbr. & Manen
        - Rubia L. (85 spp.)
        - Didymaea Hook. f. (8 spp.)

      - Subtribus Galiinae
        - Pseudogalium L. E Yang, Z. L. Nie & H. Sun (1 sp.)
        - Callipeltis Steven (3 spp.)
        - Crucianella L. (31 spp.)
        - Mericarpaea Boiss. (1 sp.)
        - Phuopsis (Griseb.) Benth. & Hook. f. (1 sp.)
        - Sherardia L. (1 sp.)
        - Hexaphylla (Klokov) P.Caputo & Del Guacchio (12 spp.)
        - Cynanchica P.Caputo & Del Guacchio (74 spp.)
        - Thliphthisa (Griseb.) P.Caputo & Del Guacchio (21 spp.)
        - Microphysa Schrenk (1 sp.)
        - Asperula L. (85 spp.)
        - Valantia L. (7 spp.)
        - Cruciata Mill. (8 spp.)
        - Galium L. (632 spp.)

    - Tribus Knoxieae Benth. & Hook. f.
      - Chamaepentas Bremek. (6 spp.)
      - Carphalea Juss. (3 spp.)
      - Placopoda Balf. f. (1 sp.)
      - Paracarphalea Razafim., Ferm, B. Bremer & Kårehed (3 spp.)
      - Dirichletia Klotzsch (4 spp.)
      - Parapentas Bremek. (3 spp.)
      - Dolichopentas Kårehed & B. Bremer (4 spp.)
      - Phyllopentas (Verdc.) Kårehed & B. Bremer (14 spp.)
      - Knoxia L. (12 spp.)
      - Pentas Benth. (16 spp.)
      - Rhodopentas Kårehed & B. Bremer (2 spp.)
      - Paraknoxia Bremek. (1 sp.)
      - Pentanisia Harv. (19 spp.)
      - Otomeria Benth. (8 spp.)
      - Batopedina Verdc. (3 spp.)
      - Otiophora Zucc. (18 spp.)

    - Tribus Triainolepideae
      - Triainolepis Hook. f. (6 spp.)

    - Tribus Spermacoceae Cham. & Schltdl. ex DC.
      - Dentella J. R. Forst. & G. Forst. (9 spp.)
      - Pentodon Hochst. (2 spp.)
      - Kohautia Cham. & Schltdl. (29 spp.)
      - Oldenlandia p. min. p. (1 sp.)
      - Gomphocalyx Baker (1 sp.)
      - Lathraeocarpa Bremek. (2 spp.)
      - Phylohydrax Puff (2 spp.)
      - Manostachya Bremek. (3 spp.)
      - Conostomium (Stapf) Cufod. (5 spp.)
      - Amphiasma Bremek. (7 spp.)
      - Oldenlandia p. min. p. (3 spp.)
      - Pentanopsis Rendle (2 spp.)
      - Edrastima Raf. (4 spp.)
      - Agathisanthemum Klotzsch (4 spp.)
      - Lelya Bremek. (1 sp.)
      - Sacosperma G. Taylor (2 spp.)
      - Stephanococcus Bremek. (1 sp.)
      - Hedyotis L. (194 spp.)
      - Phyllocrater Wernham (1 sp.)
      - Terrellianthus Borhidi (1 sp.)
      - Mexotis Terrell & H. Rob. (5 spp.)
      - Oldenlandia p. min. p. (2 spp.)
      - Dibrachionostylus Bremek. (1 sp.)
      - Mitrasacmopsis Jovet (1 sp.)
      - Pseudonesohedyotis Tennant (1 sp.)
      - Hedythyrsus Bremek. (3 spp.)
      - Oldenlandia p. min. p. (3 spp.)
      - Dolichometra K. Schum. (1 sp.)
      - Arcytophyllum Willd. ex Schult. & Schult. f. (18 spp.)
      - Oldenlandiopsis Terrell & W. H. Lewis (1 sp.)
      - Houstonia L. (24 spp.)
      - Stenaria (Raf.) Terrell (7 spp.)
      - Lucya DC. (1 sp.)
      - Leptoscela Hook. f. (1 sp.)
      - Merumea Steyerm. (2 spp.)
      - Stenotis Terrell (7 spp.)
      - Astiella Jovet (12 spp.)
      - Phialiphora Groeninckx (4 spp.)
      - Amphistemon Groeninckx (2 spp.)
      - Thamnoldenlandia Groeninckx (1 sp.)
      - Bouvardia Salisb. (56 spp.)
      - Martensianthus Borhidi & Lozada-Pérez (4 spp.)
      - Carterella Terrell (1 sp.)
      - Manettia L. (119 spp.)
      - Oldenlandia p. min. p. (2 spp.)
      - Nesohedyotis (Hook. f.) Bremek. (1 sp.)
      - Schwendenera K. Schum. (1 sp.)
      - Carajasia R. M. Salas, E. L. Cabral & Dessein (1 sp.)
      - Galianthe Griseb. ex Lorentz (54 spp.)
      - Emmeorhiza Pohl ex Endl. (1 sp.)
      - Crusea Cham. & Schltdl. (15 spp.)
      - Diodia L. (21 spp.)
      - Planaltina R. M. Salas & E. L. Cabral (4 spp.)
      - Borreria G. Mey. (125 spp.)
      - Scandentia E. L. Cabral & Bacigalupo (5 spp.)
      - Nodocarpaea A. Gray (1 sp.)
      - Diacrodon Sprague (1 sp.)
      - Tobagoa Urb. (2 spp.)
      - Tortuella Urb. (1 sp.)
      - Micrasepalum Urb. (2 spp.)
      - Richardia L. (17 spp.)
      - Staelia Cham. & Schltdl. (21 spp.)
      - Tessiera DC. (2 spp.)
      - Anthospermopsis (K. Schum.) J. H. Kirkbr. (1 sp.)
      - Tapanhuacanga Vellozo ex Vand. (13 spp.)
      - Diadorimia J. A. M. Carmo, Florentín & R. M. Salas (1 sp.)
      - Paganuccia R.M.Salas (1 sp.)
      - Hydrophylax L. f. (1 sp.)
      - Hexasepalum Bartl. ex DC. (13 spp.)
      - Mitracarpus Zucc. (69 spp.)
      - Ernodea Sw. (7 spp.)
      - Spermacoce L. (166 spp.)
      - Cordylostigma Groeninckx & Dessein (9 spp.)
      - Oldenlandia L. (158 spp.)
      - Neanotis W. H. Lewis (35 spp.)
      - Involucrella (Benth. & Hook. f.) Neupane & N. Wikstr. (3 spp.)
      - Debia Neupane & N. Wikstr. (5 spp.)
      - Kadua Cham. & Schltdl. (30 spp.)
      - Dolichocarpa K. L. Gibbons (5 spp.)
      - Leptopetalum Hook. & Arn. (9 spp.)
      - Paranotis Pedley ex K. L. Gibbons (4 spp.)
      - Scleromitrion (Wight & Arn.) Meisn. (26 spp.)
      - Synaptantha Hook. f. (1 sp.)
      - Dimetia Meisn. (12 spp.)
      - Oldenlandia  p. min. p. (1 sp.)
      - Exallage Bremek. (18 spp.)

  - Subfamilia neopisana
    - Tribus Luculieae Rydin & B. Bremer
      - Luculia Sweet (4 spp.)

  - Subfamilia neopisana
    - Tribus Coptosapelteae Bremek. ex S. P. Darwin
      - Acranthera Arn. ex Meisn. (42 spp.)
      - Coptosapelta Korth. (16 spp.)

  - Subfamilia Cinchonoideae Raf.
    - Tribus Hymenodictyeae Razafim. & B. Bremer
      - Hymenodictyon Wall. (25 spp.)
      - Paracorynanthe Capuron (2 spp.)

    - Tribus Naucleeae Kostel.
      - Cephalanthus L. (5 spp.)
      - Sylvainia M. F. Romero & R. M. Salas (1 sp.)
      - Adina Salisb. (8 spp.)
      - Haldina Ridsdale (1 sp.)
      - Metadina Bakh. f. (1 sp.)
      - Khasiaclunea Ridsdale (1 sp.)
      - Adinauclea Ridsdale (1 sp.)
      - Fleroya Y. F. Deng (3 spp.)
      - Breonadia Ridsdale (1 sp.)
      - Breonia A. Rich. ex DC. (20 spp.)
      - Janotia J.-F. Leroy (1 sp.)
      - Gyrostipula J.-F. Leroy (3 spp.)
      - Pausinystalia Pierre ex Beille (3 spp.)
      - Corynanthe Welw. (5 spp.)
      - Mitragyna Korth. (6 spp.)
      - Sarcocephalus Afzel. ex R. Br. (2 spp.)
      - Sinoadina Ridsdale (1 sp.)
      - Ludekia Ridsdale (2 spp.)
      - Neonauclea Merr. (72 spp.)
      - Myrmeconauclea Merr. (4 spp.)
      - Ochreinauclea Ridsdale & Bakh. f. (2 spp.)
      - Uncaria Schreb. (41 spp.)
      - Neolamarckia Bosser (2 spp.)
      - Nauclea L. (11 spp.)
      - Diyaminauclea Ridsdale (1 sp.)

    - Tribus Guettardeae DC.
      - Pittoniotis Griseb. (3 spp.)
      - Machaonia Humb. & Bonpl. (32 spp.)
      - Neoblakea Standl. (2 spp.)
      - Rogiera Planch. (14 spp.)
      - Arachnothryx Planch. (101 spp.)
      - Gonzalagunia Ruiz & Pav. (37 spp.)
      - Malanea Aubl. (40 spp.)
      - Stenostomum G. Gaertn. (48 spp.)
      - Timonius Rumph. ex DC. (195 spp.)
      - Dichilanthe Thwaites (2 spp.)
      - Tinadendron Achille (2 spp.)
      - Guettardella Champion ex Benth. (32 spp.)
      - Antirhea Comm. ex Juss. (3 spp.)
      - Achilleanthus J. G. Chavez (7 spp.)
      - Tournefortiopsis Rusby (12 spp.)
      - Guettarda L. (147 spp.)
      - Ottoschmidtia Urb. (1 sp.)
      - Chomelia Jacq. (75 spp.)
      - Hodgkinsonia F. Muell. (1 sp.)
      - Bobea Gaudich. (4 spp.)

    - Tribus Rondeletieae Burnett
      - Blepharidium Standl. (1 sp.)
      - Rovaeanthus Borhidi (2 spp.)
      - Donnellyanthus Borhidi (1 sp.)
      - Acunaeanthus Borhidi, Komlodi & Moncada (1 sp.)
      - Suberanthus Borhidi & M. Fernández (7 spp.)
      - Tainus Torr.-Montúfar, H. Ochot. & Borsch (1 sp.)
      - Acrosynanthus Urb. (6 spp.)
      - Phyllomelia Griseb. (1 sp.)
      - Mazaea Krug & Urb. (2 spp.)
      - Rachicallis DC. (1 sp.)
      - Rondeletia L. (166 spp.)
      - Roigella Borhidi & M. Fernández (1 sp.)
      - Habroneuron Standl. (1 sp.)
      - Holstianthus Steyerm. (1 sp.)
      - Acrobotrys K. Schum. & K. Krause (1 sp.)

    - Tribus Isertieae A. Rich. ex DC.
      - Kerianthera J. H. Kirkbr. (2 spp.)
      - Isertia Schreb. (15 spp.)

    - Tribus Cinchoneae DC.
      - Joosia H. Karst. (16 spp.)
      - Stilpnophyllum Hook. f. (4 spp.)
      - Pimentelia Wedd. (1 sp.)
      - Maguireocharis Steyerm. (1 sp.)
      - Cinchonopsis L. Andersson (1 sp.)
      - Remijia DC. (43 spp.)
      - Ciliosemina Antonelli (2 spp.)
      - Cinchona L. (24 spp.)
      - Ladenbergia Klotzsch (37 spp.)

    - Tribus Chioneae ined.
      - Colleteria David W. Taylor (2 spp.)
      - Chione DC. (1 sp.)

    - Tribus Hillieae Bremek. ex S. P. Darwin
      - Balmea Martinez (1 sp.)
      - Hillia Jacq. (25 spp.)
      - Cosmibuena Ruiz & Pav. (4 spp.)

    - Tribus Hamelieae A. Rich. ex DC.
      - Deppea Cham. & Schltdl. (41 spp.)
      - Hamelia Jacq. (17 spp.)
      - Pseudohamelia Wernham (1 sp.)
      - Syringantha Standl. (1 sp.)
      - Pinarophyllon Brandegee (2 spp.)
      - Eizia Standl. (1 sp.)
      - Patima Aubl. (2 spp.)
      - Hoffmannia Sw. (113 spp.)
      - Pseudomiltemia Borhidi (2 spp.)
      - Plocaniophyllon Brandegee (1 sp.)
      - Omiltemia Standl. (3 spp.)
      - Renistipula Borhidi (3 spp.)
      - Cosmocalyx Standl. (1 sp.)

    - Tribus Airospermeae Kainul. & B. Bremer
      - Airosperma K. Schum. & Lauterb. (6 spp.)
      - Boholia Merr. (1 sp.)

    - Tribus Scyphiphoreae Kainul. & B. Bremer
      - Scyphiphora C. F. Gaertn. (1 sp.)

    - Tribus Strumpfieae
      - Strumpfia Jacq. (1 sp.)

    - Tribus Chiococceae Benth. & Hook. f.
      - Coutaportla Urb. (4 spp.)
      - Hintonia Bullock (3 spp.)
      - Motleyothamnus Paudyal & Delprete (1 sp.)
      - Coutareopsis Paudyal & Delprete (3 spp.)
      - Exostema (Pers) Rich. ex Humb. & Bonpl. (14 spp.)
      - Solenandra Hook. f. (20 spp.)
      - Cubanola Aiello (2 spp.)
      - Nernstia Urb. (1 sp.)
      - Osa Aiello (1 sp.)
      - Thogsennia Aiello (1 sp.)
      - Catesbaea L. (18 spp.)
      - Portlandia P. Browne (6 spp.)
      - Isidorea A. Rich. ex DC. (17 spp.)
      - Thiollierea Montrouz. (18 spp.)
      - Schmidtottia Urb. (16 spp.)
      - Ceratopyxis Hook. f. (1 sp.)
      - Eosanthe Urb. (1 sp.)
      - Phialanthus Griseb. (22 spp.)
      - Siemensia Urb. (1 sp.)
      - Badusa A. Gray (3 spp.)
      - Bikkia Reinw. ex Blume (11 spp.)
      - Chiococca P. Browne (26 spp.)
      - Erithalis P. Browne (9 spp.)
      - Salzmannia DC. (4 spp.)
      - Ramonadoxa Paudyal & Delprete (1 sp.)
      - Scolosanthus Vahl (27 spp.)
      - Placocarpa Hook. f. (1 sp.)
      - Shaferocharis Urb. (3 spp.)

  - Subfamilia Ixoroideae
    - Tribus Posoquerieae Delprete
      - Gleasonia Standl. (5 spp.)
      - Henriquezia Spruce ex Benth. (3 spp.)
      - Platycarpum Humb. & Bonpl. (14 spp.)
      - Molopanthera Turcz. (1 sp.)
      - Posoqueria Aubl. (23 spp.)

    - Tribus Sipaneeae Bremek.
      - Maguireothamnus Steyerm. (2 spp.)
      - Sipanea Aubl. (18 spp.)
      - Neobertiera Wernham (6 spp.)
      - Sipaneopsis Steyerm. (8 spp.)
      - Dendrosipanea Ducke (3 spp.)
      - Limnosipanea Hook. f. (3 spp.)
      - Chalepophyllum Hook. f. (1 sp.)
      - Steyermarkia Standl. (1 sp.)
      - Neblinathamnus Steyerm. (2 spp.)
      - Pteridocalyx Wernham (2 spp.)

    - Tribus Condamineeae
      - Dioicodendron Steyerm. (1 sp.)
      - Simira Aubl. (45 spp.)
      - Parachimarrhis Ducke (1 sp.)
      - Ferdinandusa Pohl (24 spp.)
      - Lintersemina Humberto Mend., Celis & M. A. González (1 sp.)
      - Picardaea Urb. (1 sp.)
      - Capirona Spruce (2 spp.)
      - Pinckneya Michx. (2 spp.)
      - Macrocnemum P. Browne (8 spp.)
      - Rustia Klotzsch (17 spp.)
      - Tammsia H. Karst. (1 sp.)
      - Sommera Schltdl. (12 spp.)
      - Hippotis Ruiz & Pav. (17 spp.)
      - Pentagonia Benth. (44 spp.)
      - Calycophyllum DC. (5 spp.)
      - Wittmackanthus Kuntze (1 sp.)
      - Bothriospora Hook. f. (1 sp.)
      - Dolichodelphys K. Schum. & Krause (1 sp.)
      - Alseis Schott (18 spp.)
      - Dialypetalanthus Kuhlm. (1 sp.)
      - Emmenopterys Oliv. (2 spp.)
      - Dolicholobium A. Gray (28 spp.)
      - Mussaendopsis Baill. (2 spp.)
      - Mastixiodendron Melch., Merr. & L. M. Perry (7 spp.)
      - Chimarrhis Jacq. (15 spp.)
      - Warszewiczia Klotzsch (8 spp.)
      - Condaminea DC. (5 spp.)
      - Elaeagia Wedd. (25 spp.)
      - Bathysa C. Presl (10 spp.)
      - Schizocalyx Wedd. (9 spp.)
      - Macbrideina Standl. (1 sp.)
      - Semaphyllanthe L. Andersson (6 spp.)
      - Pogonopus Klotzsch (3 spp.)

    - Tribus Sabiceeae A. Stahl
      - Virectaria Bremek. (8 spp.)
      - Hekistocarpa Hook. f. (1 sp.)
      - Sabicea Aubl. (165 spp.)
      - Tamridaea Thulin & B. Bremer (1 sp.)

    - Tribus Mussaendeae Benth. & Hook. f.
      - Pseudomussaenda Wernham (5 spp.)
      - Heinsia DC. (6 spp.)
      - Mussaenda L. (193 spp.)
      - Neomussaenda Tange (2 spp.)
      - Schizomussaenda H. L. Li (1 sp.)
      - Landiopsis Capuron ex Bosser (1 sp.)
      - Bremeria Razafim. & Alejandro (18 spp.)

    - Tribus Steenisieae Kainul. & B. Bremer.
      - Steenisia Bakh. f. (5 spp.)

    - Tribus Retiniphylleae Benth. & Hook. f.
      - Retiniphyllum Humb. & Bonpl. (22 spp.)

    - Tribus Jackieae Korth.
      - Jackiopsis Ridsdale (1 sp.)

    - Tribus Trailliaedoxeae Kainul. & B. Bremer
      - Trailliaedoxa W. W. Sm. & Forrest (1 sp.)

    - Tribus Glionnetieae ined.
      - Glionnetia Tirveng. (1 sp.)

    - Tribus Aleisanthieae Mouly, Florence & Bremer
      - Aleisanthia Ridl. (2 spp.)
      - Aleisanthiopsis Tange (2 spp.)
      - Greeniopsis Merr. (6 spp.)

    - Tribus Greeneeae Mouly, Florence & Bremer
      - Greenea Wight & Arn. (11 spp.)
      - Spathichlamys R. Parker (1 sp.)

    - Tribus Ixoreae Benth. & Hook. f.
      - Ixora L. (569 spp.)

    - Tribus Vanguerieae Dumort.
      - Kanapia Arriola & Alejandro (2 spp.)
      - Keetia E. Phillips (39 spp.)
      - Afrocanthium (Bridson) Lantz & B. Bremer (17 spp.)
      - Psydrax Gaertn. (95 spp.)
      - Peponidium (Baill.) Arènes (48 spp.)
      - Bullockia (Bridson) Razafim., Lantz & B. Bremer (6 spp.)
      - Pyrostria Comm. ex Juss. (78 spp.)
      - Bridsonia Verstraete & A. E. van Wyk (1 sp.)
      - Canthium Lam. (81 spp.)
      - Canthiumera K. M. Wong & Mahyuni (4 spp.)
      - Dibridsonia K. M. Wong (3 spp.)
      - Perakanthus Robyns ex Ridl. (3 spp.)
      - Everistia S. T. Reynolds & R. J. F. Hend. (1 sp.)
      - Plectroniella Robyns (1 sp.)
      - Meyna Roxb. ex Link (9 spp.)
      - Eriosemopsis Robyns (1 sp.)
      - Rytigynia Blume (81 spp.)
      - Fadogia Schweinf. (39 spp.)
      - Fadogiella Robyns (3 spp.)
      - Hutchinsonia Robyns (2 spp.)
      - Temnocalyx Robyns ex Robyns (1 sp.)
      - Cyclophyllum Hook. f. (43 spp.)
      - Cuviera DC. (19 spp.)
      - Globulostylis Wernham (7 spp.)
      - Vangueriella Verdc. (18 spp.)
      - Multidentia Gilli (10 spp.)
      - Pygmaeothamnus Robyns (1 sp.)
      - Robynsia Hutch. (1 sp.)
      - Vangueriopsis Robyns ex R. D. Good (5 spp.)
      - Vangueria Comm. ex Juss. (58 spp.)

    - Tribus Crossopterygeae F. White ex Bridson
      - Crossopteryx Fenzl (1 sp.)

    - Tribus Augusteae Kainul. & B. Bremer
      - Wendlandia Bartl. (82 spp.)
      - Guihaiothamnus H. S. Lo (1 sp.)
      - Augusta Pohl (4 spp.)

    - Tribus Alberteae Sond.
      - Alberta E. Mey. (1 sp.)
      - Nematostylis Hook. f. (1 sp.)
      - Razafimandimbisonia Kainul. & B. Bremer (5 spp.)

    - Tribus Coffeeae DC.
      - Coffea L. (134 spp.)
      - Argocoffeopsis Lebrun (8 spp.)
      - Kupeantha Cheek (5 spp.)
      - Calycosiphonia (Pierre) Lebrun (2 spp.)
      - Diplospora DC. (26 spp.)
      - Discospermum Dalzell (11 spp.)
      - Nostolachma T. Durand (7 spp.)
      - Maschalodesme K. Schum. & Lauterb. (2 spp.)
      - Sericanthe Robbr. (22 spp.)
      - Belonophora Hook. f. (5 spp.)
      - Tricalysia A. Rich. ex DC. (81 spp.)
      - Empogona Hook. f. (30 spp.)

    - Tribus Bertiereae Bridson
      - Bertiera Aubl. (59 spp.)
      - Burchellia R. Br. (1 sp.)
      - Galiniera Delile (2 spp.)

    - Tribus neopisan
      - Mantalania Capuron ex Leroy (3 spp.)
      - Pseudomantalania J.-F. Leroy (1 sp.)

    - Tribus neopisan
      - Monosalpinx N. Hallé (1 sp.)
      - Didymosalpinx Keay (5 spp.)

    - Tribus Octotropideae Bedd.
      - Cremaspora Benth. (2 spp.)
      - Gallienia Dubard & Dop (1 sp.)
      - Flagenium Baill. (6 spp.)
      - Jovetia Guédès (1 sp.)
      - Paragenipa Baill. (1 sp.)
      - Lemyrea (A. Chev.) A. Chev. & Beille (4 spp.)
      - Chapelieria A. Rich. ex DC. (4 spp.)
      - Canephora Juss. (7 spp.)
      - Petitiocodon Robbr. (1 sp.)
      - Polysphaeria Hook. f. (24 spp.)
      - Lamprothamnus Hiern (1 sp.)
      - Pouchetia A. Rich. ex DC. (4 spp.)
      - Villaria Rolfe (11 spp.)
      - Hypobathrum Blume (27 spp.)
      - Hyptianthera Wight & Arn. (1 sp.)
      - Octotropis Bedd. (1 sp.)
      - Xantonneopsis Pit. (1 sp.)
      - Nargedia Bedd. (1 sp.)
      - Cowiea Wernham (2 spp.)
      - Morindopsis Hook. f. (1 sp.)
      - Rhadinopus S. Moore (2 spp.)
      - Scyphostachys Thwaites (2 spp.)
      - Feretia Delile (3 spp.)
      - Ramosmania Tirveng. & Verdc. (2 spp.)
      - Fernelia Comm. ex Lam. (4 spp.)
      - Kraussia Harv. (4 spp.)

    - Tribus Pavetteae Dumort.
      - Leptactina Hook. f. (29 spp.)
      - Pavetta L. (356 spp.)
      - Rutidea DC. (21 spp.)
      - Cladoceras Bremek. (2 spp.)
      - Kindia Cheek (1 sp.)
      - Coptosperma Hook. f. (19 spp.)
      - Tulearia De Block (2 spp.)
      - Helictosperma De Block, Rakotonas., Ntore, Razafim. & S. B. Janssens (2 spp.)
      - Exallosperma De Block (1 sp.)
      - Pseudocoptosperma De Block (1 sp.)
      - Schizenterospermum Homolle ex Arènes (4 spp.)
      - Homollea Arènes (5 spp.)
      - Robbrechtia De Block (2 spp.)
      - Tarennella De Block (5 spp.)
      - Paracephaelis Baill. (5 spp.)
      - Tennantia Verdc. (1 sp.)
      - Tarenna Gaertn. (192 spp.)
      - Pachystylus K. Schum. (2 spp.)
      - Nichallea Bridson (1 sp.)
      - Triflorensia S. T. Reynolds (3 spp.)
      - Pelagodendron Seem. (3 spp.)
      - Canthiopsis Seem. (1 sp.)

    - Tribus Sherbournieae Mouly & B. Bremer
      - Atractogyne Pierre (2 spp.)
      - Mitriostigma Hochst. (7 spp.)
      - Sherbournia G. Don (13 spp.)
      - Oxyanthus DC. (38 spp.)
      - Ganguelia Robbr. (1 sp.)

    - Tribus Gardenieae A. Rich. ex DC.
      - Subtribus Gardenieae (osnovni)
        - Schumanniophyton Harms (3 spp.)

      - Subtribus Alibertia skupina
        - Stachyarrhena Hook. f. (13 spp.)
        - Glossostipula Lorence (3 spp.)
        - Stenosepala C. H. Perss. (1 sp.)
        - Agouticarpa C. H. Perss. (7 spp.)
        - Kutchubaea Fisch. ex DC. (13 spp.)
        - Duroia L. f. (37 spp.)
        - Amaioua Aubl. (12 spp.)
        - Cordiera A. Rich. (25 spp.)
        - Alibertia A. Rich. (15 spp.)
        - Melanopsidium Colla (1 sp.)
        - Riodocea Delprete (1 sp.)
        - Botryarrhena Ducke (2 spp.)

      - Subtribus Gardenia skupina
        - Genipa L. (3 spp.)
        - Ceriscoides (Hook. f.) Tirveng. (12 spp.)
        - Brenania Keay (2 spp.)
        - Gardenia Ellis (128 spp.)
        - Larsenaikia Tirveng. (3 spp.)
        - Kailarsenia Tirveng. (5 spp.)
        - Adenorandia Vermoesen (1 sp.)
        - Byrsophyllum Hook. f. (2 spp.)
        - Coddia Verdc. (1 sp.)

      - Subtribus Rothmannia skupina
        - Aulacocalyx Hook. f. (11 spp.)
        - Heinsenia K. Schum. (1 sp.)
        - Rothmannia Thunb. (23 spp.)
        - Singaporandia K. M. Wong (1 sp.)
        - Ridsdalea J. T. Pereira & K. M. Wong (35 spp.)
        - Phellocalyx Bridson (1 sp.)
        - Gardeniopsis Miq. (1 sp.)
        - Kochummenia K. M. Wong (3 spp.)

      - Subtribus Aidia skupina
        - Morelia A. Rich. ex DC. (1 sp.)
        - Hyperacanthus E. Mey. ex Bridson (11 spp.)
        - Aidia Lour. (52 spp.)
        - Aidiopsis Tirveng. (2 spp.)
        - Himalrandia T. Yamaz. (2 spp.)
        - Alleizettella Pit. (2 spp.)
        - Pseudaidia Tirveng. (1 sp.)
        - Fosbergia Tirveng. & Sastre (4 spp.)
        - Aoranthe Somers (5 spp.)
        - Benkara Adans. (20 spp.)
        - Oxyceros Lour. (13 spp.)

      - Subtribus Massularia skupina
        - Massularia (K. Schum.) Hoyle (2 spp.)

      - Subtribus Randia skupina
        - Tocoyena Aubl. (23 spp.)
        - Sphinctanthus Benth. (9 spp.)
        - Rosenbergiodendron Fagerl. (4 spp.)
        - Casasia A. Rich. (10 spp.)
        - Randia L. (110 spp.)
        - Melanoxerus Kainul. & B. Bremer (4 spp.)
        - Preussiodora Keay (1 sp.)
        - Pleiocoryne Rauschert (1 sp.)
        - Oligocodon Keay (1 sp.)
        - Euclinia Salisb. (2 spp.)
        - Macrosphyra Hook. f. (3 spp.)
        - Calochone Keay (2 spp.)

      - Subtribus Porterandia skupina
        - Brachytome Hook. f. (8 spp.)
        - Dioecrescis Tirveng. (1 sp.)
        - Tamilnadia Tirveng. & Sastre (1 sp.)
        - Vidalasia Tirveng. (5 spp.)
        - Rubovietnamia Tirveng. (4 spp.)
        - Duperrea Pierre ex Pit. (1 sp.)
        - Porterandia Ridl. (23 spp.)
        - Pitardella Tirveng. (3 spp.)
        - Tarennoidea Tirveng. & Sastre (2 spp.)
        - Atractocarpus Schltr. & K. Krause (40 spp.)
        - Deccania Tirveng. (1 sp.)
        - Catunaregam Wolf (13 spp.)
        - Bungarimba K. M. Wong (4 spp.)

  - Subfamilia Rubiaceae nepoznat položaj
    - Fergusonia Hook. f. (1 sp.)
    - Coccochondra Rauschert (4 spp.)
    - Peripeplus Pierre (1 sp.)
    - Duidania Standl. (1 sp.)
    - Benzonia Schum. (1 sp.)
    - Didymochlamys Hook. f. (2 spp.)
    - Lecariocalyx Bremek. (1 sp.)
    - Streblosiopsis Valeton (1 sp.)
    - Eteriscius Desv. ex Ham. (1 sp.)
    - Tangshuia S. S. Ying (1 sp.)

## Galerija
- Alstonia constricta
- Gonostemon grandiflorus
- Pseudomussaenda flava
- Strychnos psilosperma